# Bidar
För andra betydelser, se Bidar (olika betydelser).

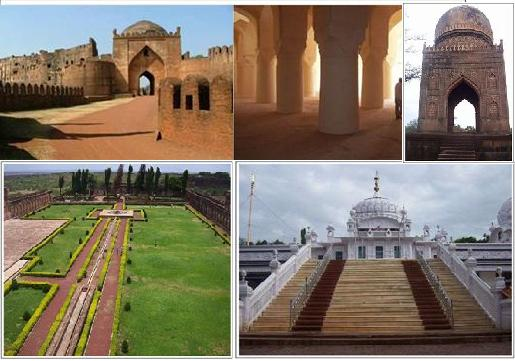
Äldre byggnadsverk i Bidar.

Bidar är en stad i den indiska delstaten Karnataka och är centralort i ett distrikt med samma namn. Folkmängden uppgick till 214 373 invånare vid folkräkningen 2011, med förorter 216 020 invånare.